# Convención Nacional Demócrata de 2024
La Convención Nacional Demócrata de 2024 fue una convención de nominación presidencial en la que los delegados del Partido Demócrata de los Estados Unidos votaron sobre la plataforma del partido e informaron ceremonialmente su voto para nominar a Kamala Harris (vicepresidenta al momento de la convención) para la presidencia y afirmar su elección del gobernador Tim Walz de Minnesota para la vicepresidencia en las elecciones presidenciales de 2024. Se celebró del 19 al 22 de agosto de 2024 en el United Center de Chicago, Illinois. Los delegados nominaron a Harris para presidente en una votación en línea y por teléfono que duró del 2 al 5 de agosto. Harris fue la primera mujer negra y la primera persona de ascendencia de Asia del Sur en ser candidata presidencial de un partido político importante en los Estados Unidos, y la primera candidata presidencial demócrata del oeste de Estados Unidos.
Anteriormente, el 12 de marzo, el entonces presidente en ejercicio Joe Biden se convirtió en el presunto candidato contra una oposición simbólica durante las primarias. Los conflictos con las fechas límite de votación llevaron al Comité Nacional Demócrata a votar el 20 de junio para permitir una votación anticipada de nominación en línea. Tras su actuación en el debate del 27 de junio y su decisión del 21 de julio de retirar su candidatura, Biden respaldó a Harris. Con los otros candidatos presidenciales más viables apoyando a Harris, se aseguró el apoyo de suficientes delegados de la convención para convertirla en la nueva presunta candidata al día siguiente, y Harris fue la única candidata con suficiente apoyo de delegados para estar en la boleta electoral. The New York Times describió las circunstancias inusuales como el inicio de una campaña «como ninguna en los tiempos modernos».

## Selección del sitio

### Primeros desarrollos

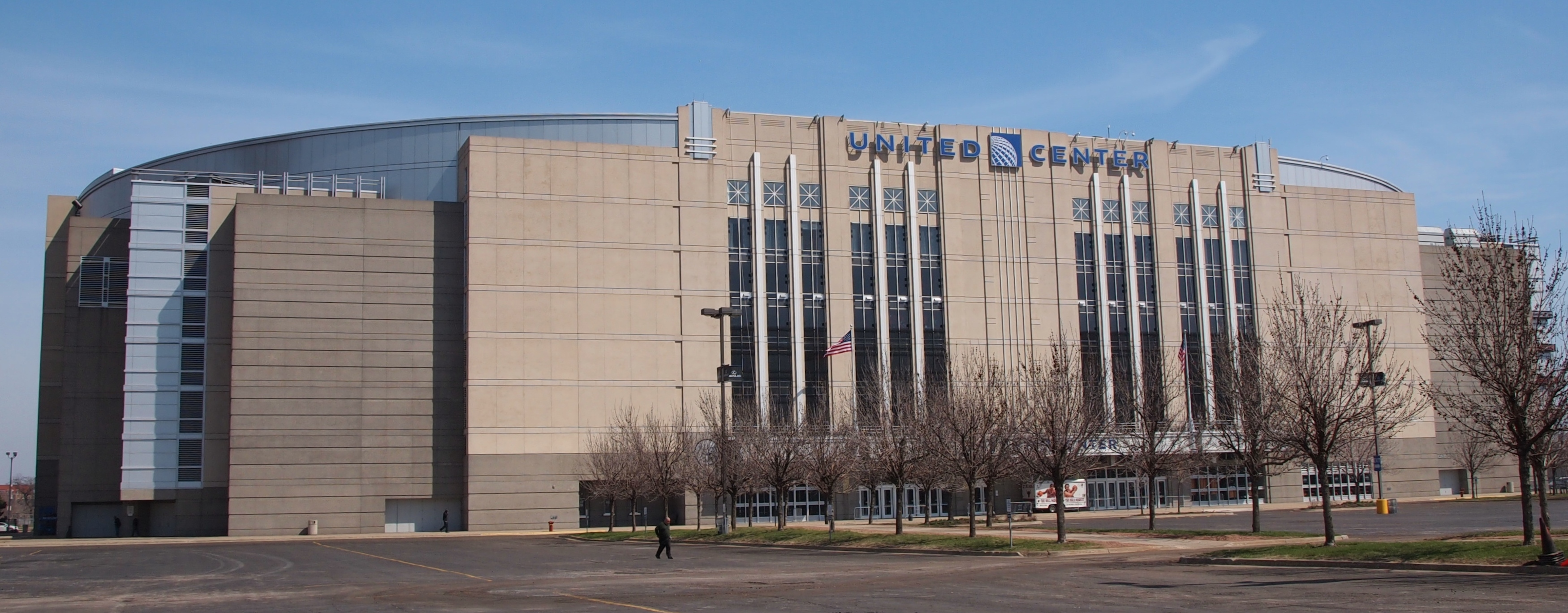
United Center, el lugar de convención planeado (fotografiado en 2014).

En medio de la reducción de la Convención Nacional Demócrata de 2020 celebrada en varias partes de Estados Unidos, incluida su principal ciudad anfitriona de Milwaukee, Wisconsin, a un formato virtual debido a la pandemia de COVID-19, hubo discusión entre algunas personas notables en Milwaukee sobre la ciudad presionando para recibir la convención de 2024 como consuelo.  Existía especulación de que, debido a las circunstancias que rodearon la reducción de la convención de 2020, Milwaukee sería una de las favoritas para albergar la convención si la buscaba. El alcalde de Milwaukee, Tom Barrett, se mostró abierto a que la ciudad organizara una convención demócrata o republicana en 2024.
En el verano de 2021, el presidente del Comité Nacional Demócrata, Jaime Harrison, envió cartas a más de veinte ciudades invitándolas a postularse para albergar la convención.
Los funcionarios de Columbus, Ohio, habían discutido, al menos desde 2019, intentar buscar la convención demócrata o republicana en 2024.
Después de ser una de las aproximadamente veinte ciudades que Harrison invitó a presentar una oferta, Barrett le escribió a Harrison una carta indicando el interés de la ciudad en albergar la convención del partido en 2024. Milwaukee también se postuló para albergar la Convención Nacional Republicana de 2024.
Nashville, Tennessee, tomó medidas para llevar a cabo la Convención Demócrata. Nashville también se postuló para albergar la Convención Nacional Republicana.
Los principales demócratas de Illinois, incluido el gobernador J. B. Pritzker, la senadora Tammy Duckworth y la alcaldesa Lori Lightfoot, sentaron las bases para albergar la Convención en Chicago. Chicago ha sido sede de la mayor cantidad de convenciones de nominación presidencial de partidos importantes de todas las ciudades (14 republicanas, 11 demócratas). La Convención Nacional Demócrata de 1968 estuvo sumida en la violencia entre los manifestantes pacifistas y el Departamento de Policía de Chicago. La convención más reciente llevada a cabo en la ciudad (Convención Nacional Demócrata de 1996) vio la reelección de Bill Clinton y Al Gore. El 3 de mayo de 2022, Chicago lanzó un sitio web para promocionar la ciudad como posible sede de la convención. Las instalaciones en Chicago mencionadas como posibles sedes principales incluyen el United Center, el Wintrust Arena y el Navy Pier.
En mayo de 2022, Atlanta y Nueva York también anunciaron candidaturas para la convención. Anteriormente no se esperaba que Nueva York presentara una oferta.

### Proceso de licitación oficial

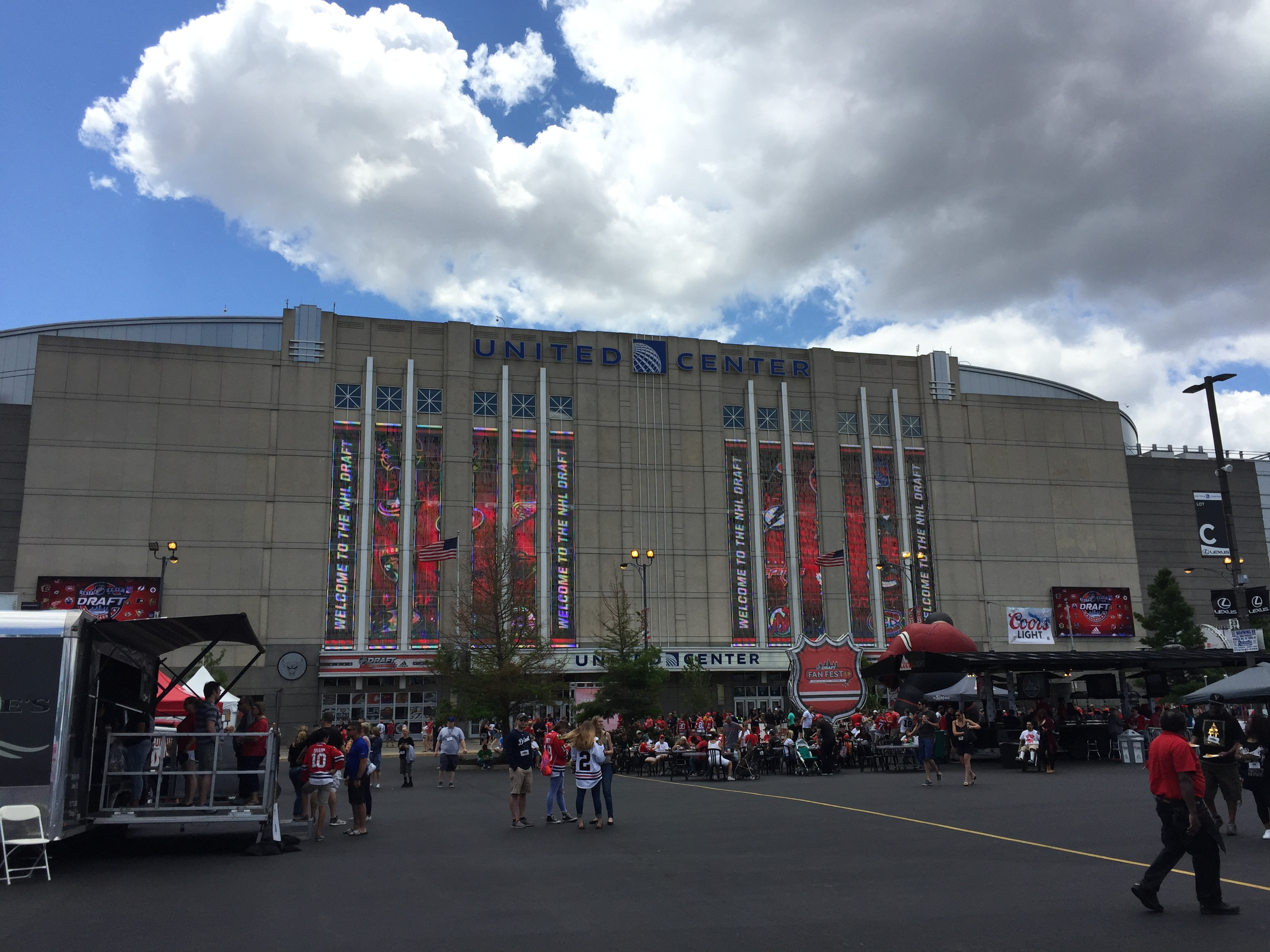
Exterior del United Center durante el Draft de la NHL 2017.

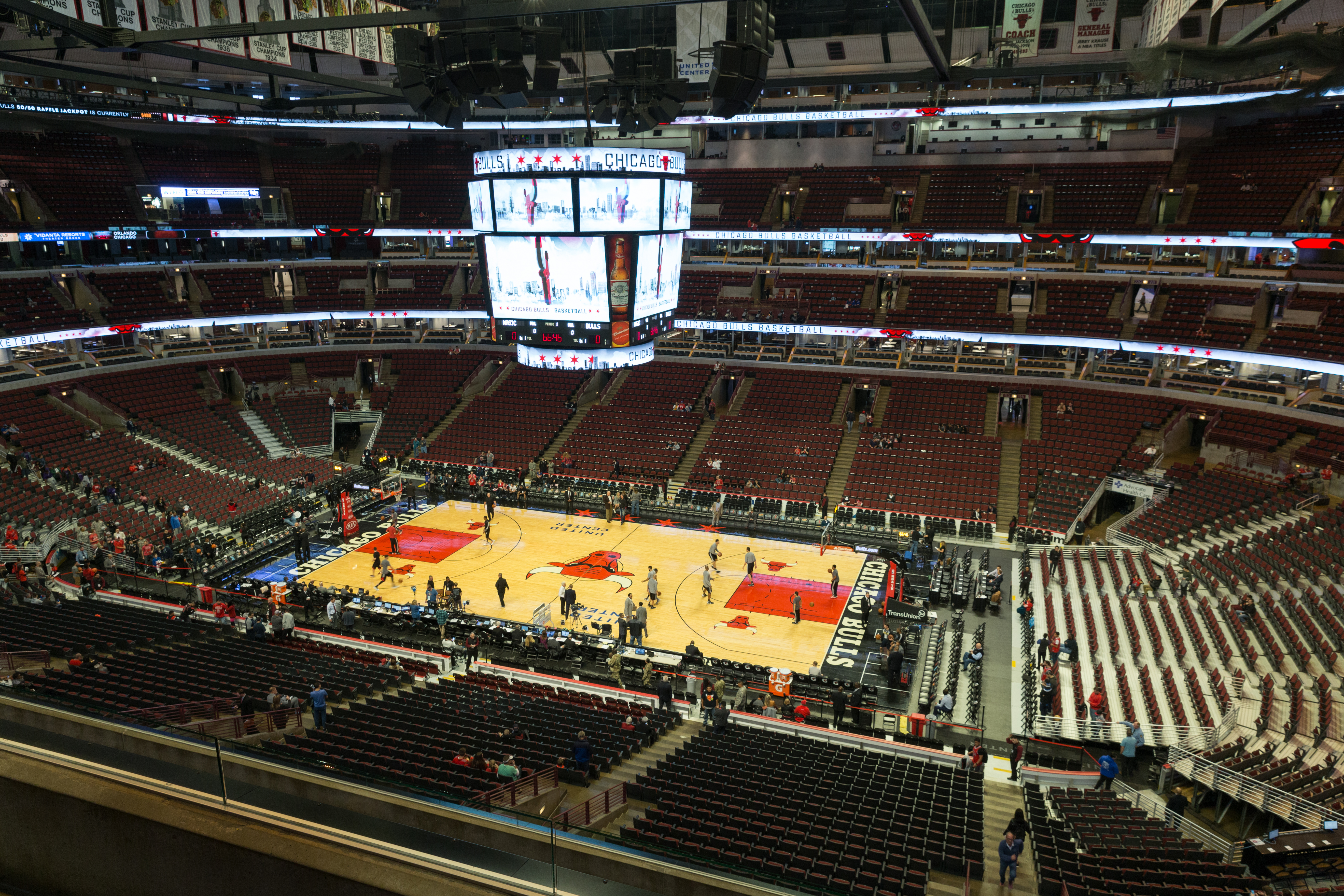
Interior del United Center, preparado para un partido de los Chicago Bulls de 2016.

Atlanta, Chicago, Houston y Nueva York presentaron ofertas antes de la fecha límite del 28 de mayo de 2022. En enero de 2023, funcionarios del Comité Nacional Demócrata confirmaron que las ciudades finalistas serían Atlanta, Chicago y Nueva York, y que Houston ya no sería considerada.
Al principio de la candidatura de Chicago, además de proponer United Center como sede principal y McCormick Place como posible sede para convenciones secundarias, Museum Campus, Navy Pier y Wintrust Arena también se propusieron como instalaciones que podrían usarse adicionalmente para convenciones secundarias. negocio. La candidatura de Chicago fue defendida principalmente por el gobernador de Illinois, J. B. Pritzker, y la alcaldesa de Chicago, Lori Lightfoot. Los partidarios de la candidatura promocionaron los grandes aeropuertos de la ciudad, las atracciones culturales y la ubicación central de los lugares de convención y los hoteles donde se hospedarían los delegados y otros visitantes. Argumentaron que la ubicación de Chicago en el Medio Oeste sería acertada dada la gran importancia para los demócratas de los estados cercanos del «muro azul» de Wisconsin y Míchigan. Los líderes del Partido Demócrata en otros estados del Medio Oeste apoyaron la candidatura de Chicago. También promocionaron que los hoteles de la ciudad generalmente emplean trabajadores sindicalizados. El gobernador Pritzker, un milmillonario que había contribuido con grandes sumas de dinero a la organización para recaudar fondos para el esfuerzo de Chicago, prometió al Partido Demócrata que el propio partido no incurriría en ninguna pérdida financiera por la organización de la convención. Los candidatos restantes a la alcaldía en la segunda vuelta de las elecciones a la alcaldía de Chicago de 2023, Brandon Johnson y Paul Vallas, prometieron brindar su apoyo al esfuerzo de la ciudad para albergar la convención. Se especuló que la victoria del progresista Johnson sobre el más conservador Vallas en la segunda vuelta de las elecciones de la ciudad había ayudado a las perspectivas de Chicago.
Los partidarios de la candidatura de Atlanta argumentaron que una convención en su ciudad podría ayudar a los demócratas a hacer avances políticos en el sur, promocionando la historia de la ciudad en el activismo por los derechos civiles y el reciente ascenso de su estado en 2020 para convertirse en un estado pendular clave en las elecciones presidenciales y al Senado de Estados Unidos. Estos puntos fueron respondidos por partidarios de Nueva York y Chicago, quienes criticaron la falta de hoteles sindicalizados en la ciudad y la ley estatal «right-to-work» (leyes estatales que prohíben los acuerdos de seguridad laboral entre empleadores y sindicatos) como discordantes con la alianza del partido con los trabajadores organizados.
El 11 de abril de 2023, se anunció que Chicago había sido seleccionada como la ubicación de la convención, con el United Center como sede principal y McCormick Place como instalación secundaria utilizada para diversas actividades tempranas de la convención. Chicago y la ciudad anfitriona de la Convención Nacional Republicana previamente seleccionada, Milwaukee, están aproximadamente a 90 millas de distancia en la costa del lago Míchigan. Desde 1972, cuando ambas convenciones compartieron por última vez una ciudad anfitriona, los principales sitios de convenciones del partido no habían estado ubicados tan cerca. Se considera que Illinois es un estado sólidamente demócrata. Ningún partido ha optado por celebrar su convención en un estado que no sea un estado pendular desde las elecciones de 2004, aunque Chicago se encuentra a pocas horas en coche de los estados pendulares de Wisconsin y Míchigan.
| Ciudad     | Estado     | Resultado    | Lugar(es) propuesto(s)                                                            | Convenciones anteriores de partidos importantes organizadas por ciudad |
| ---------- | ---------- | ------------ | --------------------------------------------------------------------------------- | --- |
| Chicago    | Illinois   | Ganador      | United Center (sede principal) McCormick Place (lugar secundario)                 | Demócrata: 1864, 1884, 1892, 1896, 1932, 1940, 1944, 1952, 1956, 1968, 1996 Republicano: 1860, 1868, 1880, 1884, 1888, 1904, 1908, 1912, 1916, 1920, 1932, 1944, 1952, 1960 Progresista: 1912, 1916 |
| Atlanta    | Georgia    | Finalista    | State Farm Arena (sede principal) Georgia World Congress Center (sede secundaria) | Demócrata: 1988 |
| Nueva York | Nueva York | Finalista    | Madison Square Garden (sede principal) Centro Javits (sede secundaria)            | Demócrata:1924, 1976, 1980, 1992 Republicano: 2004 |
| Houston    | Texas      | No finalista |                                                                                   | Demócrata: 1928 Republicano: 1992 |

## Logística

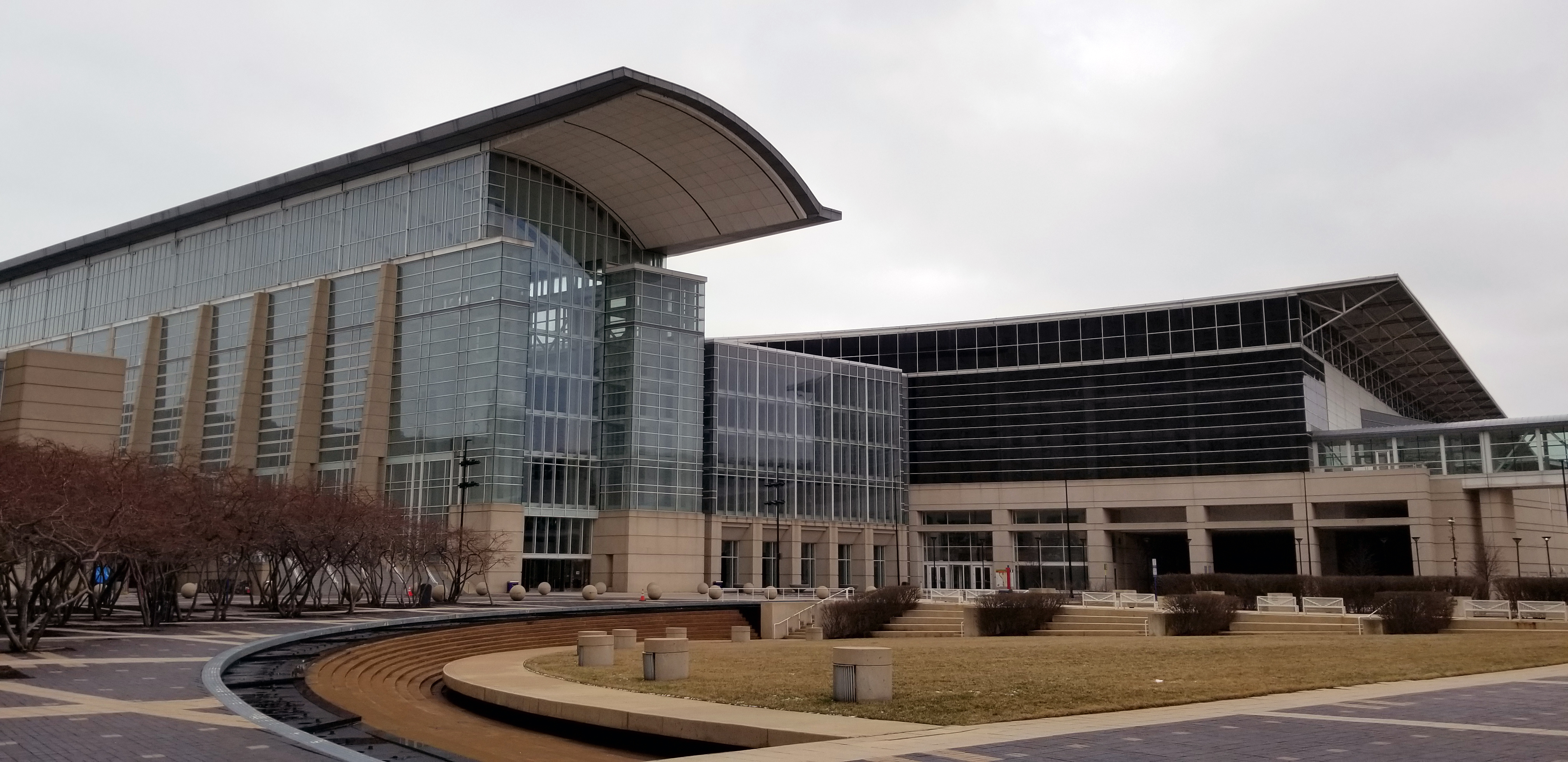
Una parte del centro de convenciones McCormick Place de Chicago, que se utilizaría como sede secundaria de la convención.

La convención está programada para celebrarse del 19 al 22 de agosto de 2024. El United Center, anteriormente sede de la Convención Nacional Demócrata de 1996, será la ubicación principal de la convención. McCormick Place albergará los asuntos secundarios de la convención. Se prevé que a la convención asistan entre 5000 y 7000 delegados y delegados suplentes. Se utilizarán aproximadamente treinta hoteles de la ciudad para brindar alojamiento a los delegados de la convención. Se espera que la convención atraiga a un total de 50 000 visitantes a Chicago.
Habrá tres fuentes de financiación para la convención. El comité de candidatura prometió que el comité anfitrión recaudaría 84 697 millones de dólares. A través del Comité de la Convención Nacional Demócrata de 2024, el dinero se recaudará de acuerdo con las regulaciones de la Comisión Federal de Elecciones. Además, se recibirán 50 millones de dólares en fondos federales para gastos de seguridad, como ha sido el caso en todas las convenciones de los principales partidos desde 2004. Se está realizando un esfuerzo para instar al Congreso a aumentar esta cifra a 75 millones de dólares. El Comité Nacional Demócrata también solicitó que las ciudades candidatas aceptaran abrir una línea de crédito de 30 millones de dólares, a lo que Chicago accedió.

### Liderazgo de la convención
El 8 de agosto de 2023 se anunció el liderazgo de la convención. Minyon Moore fue nombrada presidenta de la convención. Alex Hornbrook fue nombrado director ejecutivo y Louisa Terrell fue nombrada asesora principal. En su función como asesor principal del Biden Victory Fund, a Roger Lau se le asignó una función ampliada para brindar asesoramiento a los líderes de la convención.

### Seguridad
Se proporcionarán 50 millones de dólares en fondos federales para gastos de seguridad. Como convención de nominación presidencial de un partido importante, la Convención Nacional Demócrata de 2024 será designada National Special Security Event. Será el segundo evento de este tipo celebrado en Chicago en recibir esta designación, siendo el primero la Cumbre de la OTAN de 2012. En junio de 2023, el Servicio Secreto de los Estados Unidos había comenzado a colaborar en los preparativos de la convención con el Departamento de Policía de Chicago y otros departamentos de policía que participarán en la seguridad de la convención.
Se espera que surjan protestas y manifestaciones relacionadas con el apoyo del gobierno de Estados Unidos a Israel en su actual invasión de Gaza mientras se celebra la convención. En preparación para el evento, los líderes del partido demostraron confianza en la policía de Chicago y los funcionarios federales para controlar a los manifestantes, utilizando métodos tales como establecer parámetros para las manifestaciones que se llevarían a cabo, así como iniciar arrestos masivos en casos de violación de estas regulaciones. En abril de 2024, los organizadores esperan que haya hasta 30 000 manifestantes en Chicago durante la convención. Comentaristas han hecho comparaciones entre la convención y la convención de 1968, también celebrada en Chicago, en la que protestas contra la guerra de Vietnam se tornaron violentas cuando la ciudad utilizó niveles extremos de brutalidad policial para reprimir a los manifestantes.
En mayo de 2024, Politico informó que los líderes del partido estaban considerando limitar las reuniones en persona en el United Center a sesiones en horario estelar solo para reducir la posibilidad de interrupciones, lo que incluiría realizar asuntos oficiales en McCormick Place (y la posibilidad de que la certificación formal se llevara a cabo antes de la convención debido a conflictos con los requisitos de fecha límite en Ohio) y conservar elementos de la convención de 2020 (incluido un enfoque en segmentos pregrabados como el pase de lista virtual).

## Propuesta de votación anticipada de nominación virtual
El Comité Nacional Demócrata anunció en mayo que el presidente Joe Biden sería nominado anticipadamente mediante una «votación virtual» para evitar posibles problemas con el acceso a las boletas en Ohio. El 2 de junio, Ohio aprobó una ley que retrasaba su fecha límite, pero como la ley entraría en vigor a finales de agosto, el Comité Nacional Demócrata dijo que continuaría con una votación nominal virtual para evitar litigios por parte de los republicanos. El 4 de junio, el Comité de Reglas y Estatutos del Comité Nacional Demócrata aprobó una enmienda para permitir que los Comités de Reglas y Credenciales de la Convención Nacional Demócrata establezcan el proceso para la votación nominal virtual. El 20 de junio, el Comité Nacional Demócrata votó 360 a 2 para realizar una votación oficial de nominación electrónicamente antes de la fecha límite del 7 de agosto en Ohio. Después de que la actuación de Biden en el debate causara preocupación entre los demócratas, algunos demócratas de la Cámara de Representantes circularon una carta el 16 de julio proponiendo que se cancelara la votación «nominal virtual», por temor a que ocurriera la semana siguiente. El 17 de julio, el Comité Nacional Demócrata decidió no realizar la votación nominal virtual antes de agosto después de las preocupaciones del líder de la minoría de la Cámara de Representantes, Hakeem Jeffries, y del líder de la mayoría del Senado, Chuck Schumer. El 19 de julio, el Comité de Reglas de la Convención Nacional Demócrata se reunió para deliberar sobre la votación virtual de nominación. Después de que Biden se retirara de la nominación y le diera su respaldo a la vicepresidenta Kamala Harris, Harris dijo que no quería un pase de lista virtual y prefería un proceso que siguiera el orden regular. El 22 de julio, el Comité Nacional Demócrata presentó un borrador de plan afirmando una votación de nominación virtual en la primera semana de agosto.
El Comité de Reglas de la Convención Nacional Demócrata se reunirá nuevamente el miércoles 24 de julio para decidir cómo funcionará la votación virtual de nominación.

## Recuento de delegados previo a la convención
La siguiente tabla refleja el presunto recuento de delegados al final del proceso de selección de delegados, seguido de los totales tras la retirada de Joe Biden de las elecciones presidenciales de Estados Unidos de 2024. Además de estos, también habrá votos de superdelegados sólo si se produce más de una ronda de votación.
| Candidato                                 | Delegados comprometidos | Conteo suave | Resultados finales |
| ----------------------------------------- | ----------------------- | ------------ | ------------------ |
| Kamala Harris                             | 0                       | 3180         |                    |
| No comprometidos                          | 37                      | 769          |                    |
| Joe Biden (retirado)                      | 3905                    | 0            |                    |
| Dean Phillips (retirado)                  | 4                       | 0            |                    |
| Jason Palmer (retirado)                   | 3                       | 0            |                    |
| Total de votos de delegados comprometidos | 3949                    | 3949         | 3949               |

## Nominación presidencial
Los estatutos del Partido Demócrata requieren que la Convención Nacional Demócrata se rija inicialmente por reglas temporales según lo establecido en la convocatoria a la convención nacional emitida por el Comité Nacional Demócrata. La convención debe entonces adoptar reglas permanentes al comienzo de su reunión.
En las reglas iniciales, un candidato puede presentar su nombre en los discursos de la Convención Nacional Demócrata si al menos 300 delegados firman una petición apoyando al candidato, pero los delegados pueden votar por cualquier candidato.
Tras el anuncio del presidente Joe Biden de que no buscaría la reelección, respaldó a la vicepresidenta Kamala Harris para que fuera la candidata demócrata. Al hacerlo, Biden liberó a los delegados del Comité Nacional Demócrata vinculados a él de estar comprometidos de votar por su nominación, aunque se desconoce si ahora son libres de votar por el candidato deseado o si su compromiso se transfiere a Harris. Un par de horas después del anuncio de Biden, Harris anunció su candidatura a la nominación demócrata. Harris ha obtenido el apoyo de varios altos líderes y funcionarios del Partido Demócrata. El presidente del Comité Nacional Demócrata, Jaime Harrison, aún no ha respaldado a Harris y declaró: «En breve, el pueblo estadounidense escuchará al Partido Demócrata sobre los próximos pasos y el camino a seguir para el proceso de nominación».
El día de la retirada de Biden, se informó que el senador estadounidense Joe Manchin, que abandonó el Partido Demócrata en mayo de 2024, estaba considerando una candidatura presidencial contra Harris en la convención, aunque al día siguiente lo había descartado.

## Nominación a la vicepresidencia
Algunos nombres especulados para ser el compañero de fórmula del candidato a presidente incluyen a los gobernadores Andy Beshear de Kentucky, J. B. Pritzker de Illinois, Josh Shapiro de Pensilvania, Tim Walz de Minnesota, Gretchen Whitmer de Michigan y Roy Cooper de Carolina del Norte, junto con el senador Mark Kelly de Arizona y el secretario de Transporte Pete Buttigieg de Míchigan.